# Мантана
«Манта́на» (бел. Мантана) — белорусско-российская рок-группа, основанная 22 апреля 1999 года в Минске.
Основатель, лидер группы, солистка, композитор, автор песен Алеся Берулава.

## История
Группа основана Алесей Берулава в 1999 году в Минске с друзьями музыкантами и сестрой Мариной.
Название группы появилось намного раньше, чем сама группа. В Алесином детстве, во дворе словом «Мантана» обозначалось что-либо очень значимое и позитивное. Поэтому в выборе названия группы предпочтение было отдано в пользу этого слова. Название рок-группы «Мантана» пишется через букву «а». Однако многие пытаются провести аналогию названия группы с известной маркой джинсовой одежды «Монтана» или со штатом США «Монтана» и написать название группы через букву «о». В таком случае солистка, лидер группы Алеся Берулава говорит, что проверочное слово к названию группы слово «Манты» — большие пельмени. Существуют особенность в написании имени солистки, лидера рок-группы Мантана Алеси Берулава, оно пишется на букву «А». Также фамилия гитариста первого состава группы Павла Третяка пишется без «ь» знака, вопреки правилам орфографии. Помимо Алеси Берулава в состав группы вошли бэк-вокалистка Марина Берулава (родная сестра Алеси Берулава), гитарист Павел Третяк (стал участником группы вместо гитариста Романа Орлова), бас-гитарист Олег Устинович «Паганини» (экс. Песняры), клавишник Денис Воронцов и ударные Игорь Москаленко.
В 1999 году группа заключила долгосрочный контракт со студией «Союз». 20 декабря 2000 года вышел дебютный сингл «Потому что…». Заглавная песня промосингла попала в ротацию на «Авторадио», «Европу плюс» и ряд других радиостанций в России. Песня вошла в сборники популярной музыки «Superhit Охота 1», «Союз 27» и в номерной сборник клипов популярных исполнителей «Союз 27» студии «Союз». В 2000 году на неё был снят первый клип группы, который срежиссировали участники группы «S.P.O.R.T.» — гитарист Сергей Карпов и Григорий Панов. В этом клипе в роли режиссёра снялся Александр Баширов.
В марте 2001 года вышел первый студийный альбом группы под названием «Маникюры». Альбом был записан на московской тон-студии «Союз». Песня «Маникюры» также вошла в сборник популярной музыки «Superhit Охота 2» студии «Союз». На заглавную песню альбома был снят второй клип группы. Клип вошёл в номерной сборник клипов популярных исполнителей «Союз 28». Клип срежиссировал Леонид Залесский. После выхода альбома состоялся тур по московским клубам. В 2001 году Игорь Москаленко исполнил партию ударных в песне «Маникюры» и стал ударником группы вместо Алексея Любавина (экс. «Ляпис Трубецкой»).
В 2002 году Алеся Берулава и Марина Берулава и рок-группа «Мантана» снялись в новогоднем телефильме «Новогодние приключения, или Поезд № 1». В фильме также снимались группа «Ляпис Трубецкой», Дмитрий Харатьян, Эдита Пьеха и другие звёзды российской и белорусской эстрады. Саундтреками к телефильму стали песни «Мантана»: «Это не я» с альбома «Маникюры» и «Новогодняя», которая впоследствии не была издана на официальных изданиях группы.
В 2004 году сёстрами Алесей и Мариной Берулава был создан совершенно новый проект синтипоп-группа Merry Poppins.
В 2016 году Алеся Берулава заявила о возрождении группы Мантана. В настоящее время группа базируется в Москве. Выпустила несколько клипов на новые песни, периодически выступает в московских клубах.
В 2024 году группа выпустила на музыкальных стримингах альбом «Маникюры» и ряд синглов (как новых, так и ранее неизданных).

## Состав
- Алеся Берулава — вокал, лидер группы, автор песен и композитор
- Александр Колпаков — гитара
- Дмитрий Матыцин — бас-гитара
- Дмитрий Резвиков — ударные

Бывшие участники:
- Марина Берулава — бэк-вокал, тамбурин
- Павел Третяк — гитара
- Олег Устинович «Паганини» (экс. «Ляпис Трубецкой») — бас-гитара
- Денис Воронцов — клавишные
- Игорь Москаленко — ударные
- Роман Орлов — гитара (сын белорусского писателя Владимира Орлова)
- Алексей Любавин (экс. «Ляпис Трубецкой») — ударные
- Андрей Кан — бас гитара
- Андрей Сивец — ударные
- Михаил Пендо — ударные
- Иван Степанов — ритм-гитара
- Евгений Тарутаев — ритм-гитара

## Дискография

### Альбомы
- 2001 — Маникюры (Союз)[9][10]

### Синглы
- 2000 — Потому что… (Союз)[11]
- 2016 — Песни петь
- 2016 — Ёлочки
- 2017 — 1,2,3,4,5
- 2018 — Нет
- 2020 — Приборы
- 2021 — Спать
- 2024 — Воздух

## Видеоклипы
- 2000 — Потому что (режиссёры Сергей Карпов и Григорий Панов)[12]
- 2001 — Маникюры (режиссёр Леонид Залесский)[8]
- 2016 — Песни петь (режиссёр Вячеслав Красаков)
- 2017 — 1,2,3,4,5
- 2019 — Sekai ni Hitotsu Dake no Hana (режиссёр Вячеслав Красаков)

## Мантана в фильмах
- 2002 — Новогодние приключения, или Поезд № 1 (режиссёр Владимир Янковский)[13]